# Szósta edycja Seiyū Awards
Szósta edycja Seiyū Awards – ceremonia wręczenia nagród japońskim aktorom głosowym, która odbyła się w dniu 3 marca 2012 r. W tej edycji  przyznano nagrodę dla seiyū, który otrzymał najwięcej głosów.

## Lista zwycięzców
| Najlepszy aktor pierwszoplanowy                                                                               |                              |                                          |                                                                      |
| Zwycięzcy | Agencja                      | Postacie animowane                       | Anime                                                                |
| Hiroaki Hirata                                                                                                | Theater Company Subaru       | Kotetsu T. Kaburagi Yasuyoshi Sano Sanji | Tiger & Bunny Air Gear One Piece                                     |
| Najlepsza aktorka pierwszoplanowa                                                                             |                              |                                          |                                                                      |
| Aoi Yūki | Pro-Fit                      | Madoka Kaname Victorique de Blois        | Puella Magi Madoka Magica Gosick                                     |
| Najlepsi aktorzy ról drugoplanowych                                                                           |                              |                                          |                                                                      |
| Ryōhei Kimura                                                                                                 | Gekidan Himawari             | Aki Kuga                                 | Kamisama Dolls                                                       |
| Mamoru Miyano                                                                                                 | Gekidan Himawari             | Taichi Mashima                           | Chihayafuru                                                          |
| Najlepsze aktorki ról drugoplanowych                                                                          |                              |                                          |                                                                      |
| Emiri Katō | 81 Produce                   | Kyuubey                                  | Puella Magi Madoka Magica                                            |
| Najlepsze objawienie wśród aktorów                                                                            |                              |                                          |                                                                      |
| Takuya Eguchi                                                                                                 | 81 Produce                   | Kujou Kazuya                             | Gosick                                                               |
| Yoshitsugu Matsuoka                                                                                           | I’m Enterprise               | Narumi Fujishima                         | Kami-sama no Memo-chō                                                |
| Najlepsze objawienie wśród aktorek                                                                            |                              |                                          |                                                                      |
| Ai Kayano | Pro-Fit                      | Meiko „Menma” Honma Inori Yuzuhira       | Ano hi mita hana no namae o bokutachi wa mada shiranai. Guilty Crown |
| Shiori Mikami                                                                                                 | Aoni Production              | Akari Akaza                              | YuruYuri                                                             |
| Nagroda Kids Family                                                                                           |                              |                                          |                                                                      |
| Ikue Ohtani                                                                                                   | –                            | Pikachu                                  | Pokémon                                                              |
| Najlepsza Osobowość Radiowa                                                                                   |                              |                                          |                                                                      |
| Zwycięzca | Agencja                      | Program radiowy                          | Stacja radiowa                                                       |
| Yuka Iguchi                                                                                                   | Office Osawa                 | –                                        |                                                                      |
| Najlepszy występ muzyczny                                                                                     |                              |                                          |                                                                      |
| Zwycięzca | Dyskografia                  | Piosenka                                 | Anime                                                                |
| STARISH (Takuma Terashima, Ken’ichi Suzumura, Kishio Taniyama, Mamoru Miyano, Jun'ichi Suwabe i Hiro Shimono) |                              | –                                        | Uta no Prince-sama                                                   |
| Nagroda Kazue Takahashi                                                                                       |                              |                                          |                                                                      |
| Zwycięzca | Agencja                      |                                          |                                                                      |
| Keiko Toda | Look Up                      |                                          |                                                                      |
| Nagrody za osiągnięcia artystyczne                                                                            |                              |                                          |                                                                      |
| Miyoko Asou                                                                                                   | Haikyo                       |                                          |                                                                      |
| Kaneta Kimotsuki                                                                                              | 21th Century Fox             |                                          |                                                                      |
| Nagroda Kei Tomiyama                                                                                          |                              |                                          |                                                                      |
| Kenyuu Horiuchi                                                                                               | Kenyu Office                 |                                          |                                                                      |
| Nagroda od zagranicznych fanów                                                                                |                              |                                          |                                                                      |
| Takahiro Sakurai                                                                                              | 81 Produce                   |                                          |                                                                      |
| Nagroda Synergy                                                                                               |                              |                                          |                                                                      |
| Zwycięzca | Aktorzy                      |                                          |                                                                      |
| Inazuma Eleven                                                                                                | Junko Takeuchi Yuka Terasaki |                                          |                                                                      |
| Nagroda za największą ilość głosów                                                                            |                              |                                          |                                                                      |
| Hiroshi Kamiya                                                                                                | Aoni Production              |                                          |                                                                      |